# Vilenica
Vilenica – jaskinia w Słowenii, w okolicy Triestu. Pierwsza w Europie jaskinia udostępniona do masowej turystyki (od 1633 roku). Jej długość przekracza 1300 m, do zwiedzania udostępnione jest 450 m korytarzy. W jaskini zainstalowano oświetlenie elektryczne. Zwiedzanie z przewodnikiem trwa około godziny.
W Vilenicy co roku odbywa się środkowoeuropejski festiwal literacki, w ramach którego przyznawana jest literacka nagroda Vilenica.